# Eurydice mauritanica
Eurydice mauritanica är en kräftdjursart som beskrevs av de Grave och Jones 1991. Eurydice mauritanica ingår i släktet Eurydice och familjen Cirolanidae. Inga underarter finns listade i Catalogue of Life.